# Primera División (Chile) 2009 Apertura
Die Apertura der Primera División 2009, auch unter dem Namen Campeonato Nacional Apertura Copa Banco del Estado 2009 bekannt, war die 85. Spielzeit der Primera División, der höchsten Spielklasse im Fußball in Chile. Die Saison begann am 31. Januar und endete am 7. Juli.
Die Saison wurde wie bereits in den Vorjahren in zwei eigenständige Halbjahresmeisterschaften, der Apertura und Clausura, unterteilt.
Die Meisterschaft gewann das Team von CF Universidad de Chile, das sich im Finale gegen Unión Española durchsetzen konnte. Für den Universitätsklub war es der 13. Meisterschaftstitel, der sich damit gleichzeitig für die Copa Libertadores 2010 qualifizierte. Pokalsieger wurde CD Universidad de Concepción.
Für die Copa Sudamericana 2009 qualifizierten sich die beiden punktbesten Teams der Ligaphase Unión Española und CF Universidad de Chile, das das Playoff-Spiel gegen den Pokalsieger für dich entscheiden konnte. Die Absteiger werden anhand der Gesamttabelle am Ende der Clausura ermittelt.

## Modus
Die 18 Teams spielen einmalig jeder gegen jeden. Die ersten acht Teams der Tabelle qualifizieren sich für die Finalrunde.
Die Finalrunde findet im K.-o.-System mit Hin- und Rückspiel statt. Sieger ist das Team mit mehr Toren in beiden Spielen. Bei Unentschieden findet die Auswärtstorregel Anwendung, bei weiterem Torgleichstand geht es ins Elfmeterschießen. Für die Copa Sudamericana qualifiziert sich die punktbeste Mannschaft der Ligaphase, die zweitbeste spielt ein Playoff-Spiel gegen den Sieger der Copa Chile. Die Absteiger werden am Ende der Clausura anhand der Gesamttabelle ermittelt.

## Teilnehmer
Die Absteiger der Vorsaison Deportes Melipilla, Provincial Osorno, Deportes Antofagasta und Deportes Concepción wurden durch die Aufsteiger aus der Primera B Curicó Unido und Municipal Iquique ersetzt. Die Liga wurde von 20 auf 18 Teams reduziert. Folgende Vereine nahmen daher an der Meisterschaft 2009 teil:
| Mannschaft                | Stadt             | Stadion                                      | Kapazität |
| ------------------------- | ----------------- | -------------------------------------------- | --------- |
| Audax Italiano            | Santiago de Chile | Estadio Bicentenario Municipal de La Florida | 12.000    |
| CD Cobreloa               | Calama            | Estadio Zorros del Desierto                  | 20.180    |
| CD Cobresal               | El Salvador       | Estadio El Cobre                             | 20.752    |
| CSD Colo-Colo             | Santiago de Chile | Estadio Monumental                           | 45.000    |
| Curicó Unido              | Curicó            | Estadio La Granja                            | 08.000    |
| Deportes La Serena        | La Serena         | Estadio La Portada                           | 15.000    |
| Deportivo Ñublense        | Chillán           | Estadio Nelson Oyarzún                       | 12.000    |
| Everton                   | Viña del Mar      | Estadio Sausalito                            | 18.000    |
| CD Huachipato             | Talcahuano        | Estadio CAP                                  | 10.500    |
| Municipal Iquique         | Iquique           | Estadio Tierra de Campeones                  | 10.000    |
| CD O’Higgins              | Rancagua          | Estadio El Teniente                          | 15.450    |
| CD Palestino              | Santiago de Chile | Estadio Municipal de La Cisterna             | 08.000    |
| Rangers de Talca          | Talca             | Estadio Fiscal de Talca                      | 10.000    |
| Santiago Morning          | Santiago de Chile | Estadio Municipal de La Pintana              | 06.000    |
| Universidad Católica      | Santiago de Chile | Estadio San Carlos de Apoquindo              | 13.000    |
| Universidad de Chile      | Santiago de Chile | Estadio Nacional de Chile                    | 49.000    |
| Universidad de Concepción | Concepción        | Estadio Municipal de Concepción              | 29.000    |
| Unión Española            | Santiago de Chile | Estadio Santa Laura                          | 19.000    |

## Ligaphase
| Pl.                                | Verein                    | Sp. | S  | U | N  | Tore    | Diff. | Punkte |
| ---------------------------------- | ------------------------- | --- | -- | - | -- | ------- | ----- | ------ |
| 1.                                 | Unión Española            | 17  | 12 | 2 | 3  | 038:170 | +21   | 38     |
| 2.                                 | Universidad de Chile      | 17  | 9  | 4 | 4  | 033:210 | +12   | 31     |
| 3.                                 | Everton                   | 17  | 7  | 7 | 3  | 024:170 | +7    | 28     |
| 4.                                 | Santiago Morning          | 17  | 8  | 3 | 6  | 041:290 | +12   | 27     |
| 5.                                 | Universidad Católica      | 17  | 8  | 3 | 6  | 067:480 | +19   | 27     |
| 6.                                 | Municipal Iquique (N)     | 17  | 7  | 5 | 5  | 027:230 | +4    | 26     |
| 7.                                 | Audax Italiano            | 17  | 7  | 4 | 6  | 025:200 | +5    | 25     |
| 8.                                 | CD O’Higgins              | 17  | 7  | 4 | 6  | 025:260 | −1    | 25     |
| 9.                                 | CD Huachipato             | 17  | 7  | 4 | 6  | 026:290 | −3    | 25     |
| 10.                                | CD Cobreloa               | 17  | 7  | 3 | 7  | 024:250 | −1    | 24     |
| 11.                                | Universidad de Concepción | 17  | 6  | 5 | 6  | 048:500 | −2    | 23     |
| 12.                                | Deportivo Ñublense        | 17  | 5  | 5 | 7  | 018:260 | −8    | 20     |
| 13.                                | CSD Colo-Colo (M)         | 17  | 5  | 4 | 8  | 028:280 | ±0    | 19     |
| 14.                                | Curicó Unido (N)          | 17  | 5  | 4 | 8  | 024:280 | −4    | 19     |
| 15.                                | CD Cobresal               | 17  | 4  | 7 | 6  | 023:340 | −11   | 19     |
| 16.                                | CD Palestino              | 17  | 5  | 2 | 10 | 018:370 | −19   | 17     |
| 17.                                | Rangers de Talca          | 17  | 3  | 5 | 9  | 020:280 | −8    | 14     |
| 18.                                | Deportes La Serena        | 17  | 3  | 5 | 9  | 019:320 | −13   | 14     |
| Quelle: rsssf.org, Stand: Endstand |                           |     |    |   |    |         |       |        |

| (M) | Vorjahresmeister |
| (N) | Aufsteiger       |

## Finalrunde

### Viertelfinale
|                         | Gesamt |                         | Hinspiel | Rückspiel |
| ----------------------- | ------ | ----------------------- | -------- | --------- |
| CD O’Higgins            | 2:7    | Unión Española          | 1:1      | 1:6       |
| CD Universidad Católica | 8:1    | Santiago Morning        | 4:0      | 4:1       |
| Audax Italiano          | 5:6    | CF Universidad de Chile | 1:4      | 4:2       |
| Municipal Iquique       | 3:4    | Everton                 | 2:2      | 1:2       |

### Halbfinale
|                         | Gesamt          |                         | Hinspiel | Rückspiel |
| ----------------------- | --------------- | ----------------------- | -------- | --------- |
| CD Universidad Católica | 0:0 (2:4 i. E.) | Unión Española          | 0:0      | 0:0       |
| Everton                 | 2:3             | CF Universidad de Chile | 1:0      | 1:3       |

### Finale
Das Hinspiel fand am 4. Juli, das Rückspiel am 7. Juli statt.
|                         | Gesamt |                | Hinspiel | Rückspiel |
| ----------------------- | ------ | -------------- | -------- | --------- |
| CF Universidad de Chile | 2:1    | Unión Española | 1:1      | 1:0       |

Mit dem Erfolg gewann CF Universidad de Chile seinen 13. Meisterschaftstitel.

## Beste Torschützen
| Rang | Spieler             | Klub                         | Tore |
| ---- | ------------------- | ---------------------------- | ---- |
| 1    | Esteban Paredes     | Santiago Morning             | 17   |
| 2    | Gustavo Canales     | Unión Española               | 13   |
|      | Rubén Gigena        | Audax Italiano               | 13   |
| 4    | Lucas Barrios       | CSD Colo-Colo                | 11   |
|      | Juan Manuel Olivera | CF Universidad de Chile      | 11   |
| 6    | Mario Aravena       | Unión Española               | 10   |
| 7    | Milován Mirošević   | CD Universidad Católica      | 9    |
|      | Leonardo Monje      | CD Huachipato                | 9    |
|      | Diego Rivarola      | Santiago Morning             | 9    |
|      | Samuel Teuber       | CD O’Higgins                 | 9    |
|      | Gabriel Vargas      | CD Universidad de Concepción | 9    |

## Playoff-Spiel um die Copa Sudamericana
|                              | Ergebnis |                         |
| ---------------------------- | -------- | ----------------------- |
| CD Universidad de Concepción | 1:3      | CF Universidad de Chile |

Mit dem 3:1-Erfolg im Estadio Francisco Sánchez Rumoroso in Coquimbo qualifizierte sich der Zweite der Ligaphase CF Universidad de Chile gegen den Sieger der Copa Chile 2008 CD Universidad de Concepción.